# Negrar di Valpolicella
Negrar di Valpolicella (appelée Negrar avant 2019) est une commune italienne située dans la province de Vérone, en région Vénétie.

## Toponymie
La localité est connue dès 1046 sous le nom de Negrario, qui provient du latin vulgaire negrariu signifiant : « lieu à la terre noire ». Appelée Negrar, la commune porte son nom actuel depuis le 22 février 2019.

## Personnalités liées à la commune
- Andrea Benvenuti (né en 1969 à Negrar), athlète, champion d'Europe du 800 mètres en 1994.
- Damiano Tommasi (né en 1974), joueur de football.
- Pietro Boselli (né en 1988), ingénieur, ancien maître de conférences en mathématiques à l'University College de Londres, et mannequin italien, né à Negrar.
- Eugenio Dal Corso (1939-2024), cardinal italien, missionnaire en Angola, y est mort.

## Monuments et patrimoine
En 2020 des mosaïques romaines sont mises au jour sous un vignoble de la commune. Elles proviendraient d'une villa romaine datée entre les premier et troisième siècles de notre ère.

## Administration
| Période                                  | Période | Identité | Étiquette | Qualité |
| ---------------------------------------- | ------- | -------- | --------- | ------- |
|                                          |         |          |           |         |
| Les données manquantes sont à compléter. |         |          |           |         |

### Hameaux
Arbizzano,  Fane, Mazzano, Montecchio, Prun, S. Maria, Torbe

### Communes limitrophes
Grezzana, Marano di Valpolicella, San Pietro in Cariano, Sant'Anna d'Alfaedo, Vérone